# Egesina anfracta
Egesina anfracta är en skalbaggsart som först beskrevs av J. Linsley Gressitt 1940.  Egesina anfracta ingår i släktet Egesina och familjen långhorningar. Inga underarter finns listade i Catalogue of Life.